# هايفيلد رود
ملعب كرة قدم هايفيلد رود يقع في مدينة كوفنتري بإنجلترا. كان ملعب لنادي كوفنتري سيتي لكرة القدم لمدة 106 سنة.

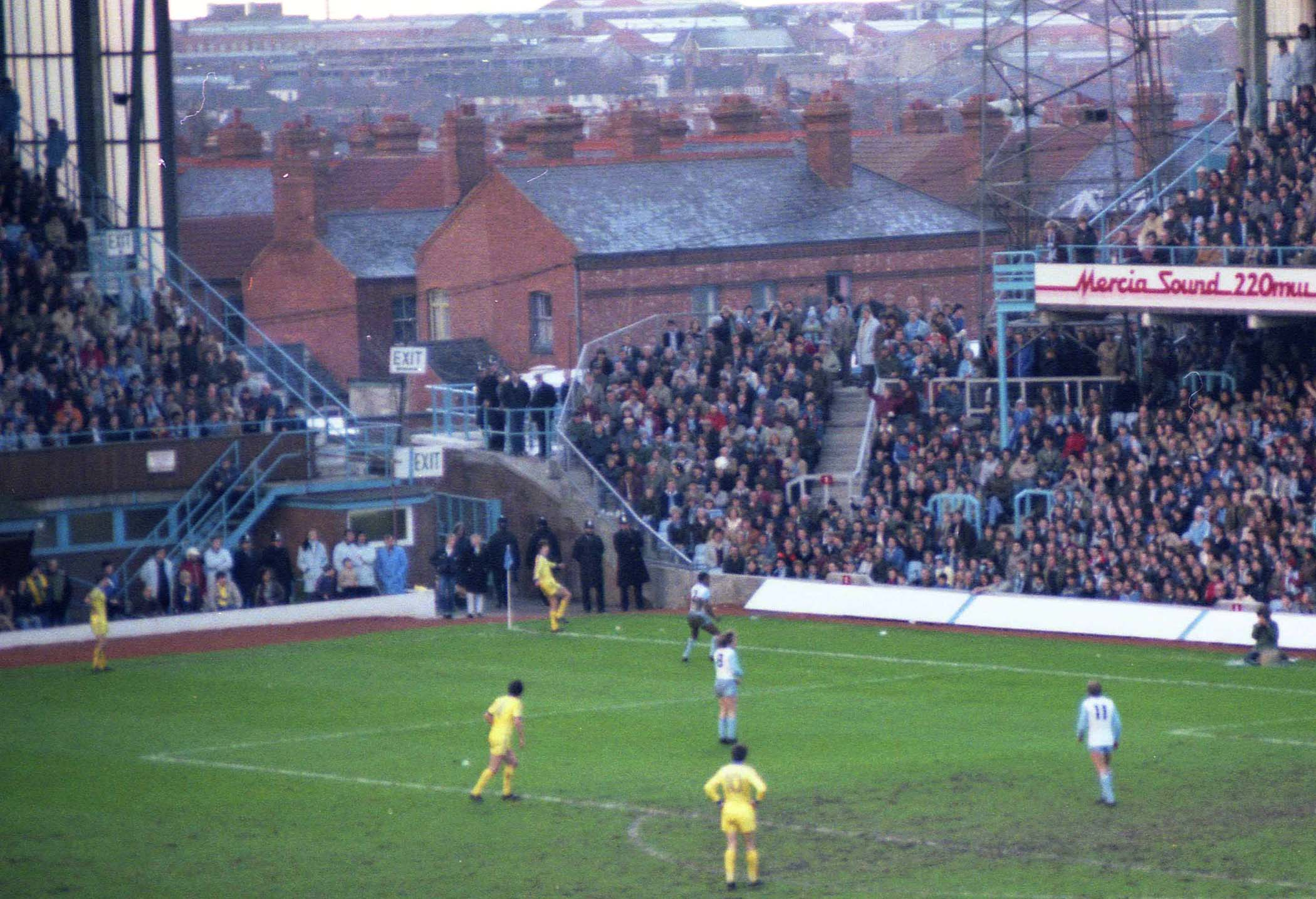
ملعب كرة قدم هايفيلد رود

## التاريخ
تم بناؤه في عام 1899 في منطقة هيلفيلدز، بالقرب من وسط المدينة، واقيمت مباراته النهائية في 30 أبريل 2005 عندما تغلب نادي كوفنتري سيتي على نادي ديربي كاونتي 6-2 في بطولة دوري البطولة الإنجليزية لكرة القدم وسجل الهدف الأخير بشكل مناسب من قبل آندي وينج، و هو من أكاديمية كوفنتري سيتي الشباب. بعد ذلك، أقيمت حفلة لنجم البوب ألتون جون في الملعب. ثم انتقل النادي إلى ملعب ريكو أرينا ، في فولشيل في شمال المدينة.
كان ملعب هايفيلد رود واحدًا من أكبر أسطح اللعب مساحة في الدوريات الإنجليزية وكذلك أول ملعب مجهز كامل بالمقاعد في الدوري الإنجليزي (كليديبانك كيلبوي بارك كان أول ملعب مجهز كامل بالمقاعد في المملكة المتحدة). تم التخلي لاحقًا عن سياسة استخدام ملاعب مجهزه كامل بالمقاعد التي قدمها جيمي هيل عندما قام مشجعو نادي ليدز يونايتد بتمزيق عدة مئات من المقاعد بعد خسارة مباراتهم في الدوري الإنجليزي الدرجة الأولى أمام كوفنتري سيتي 4-0 في عام 1981، بعد أشهر فقط من تثبيت المقاعد.
عادت أماكن الوقوف إلى ملعب هايفيلد رود في عام 1983، بعد 11 عامًا أصبح الملعب مجهز كامل بالمقاعد مرة أخرى عندما طُلب من جميع أندية الدرجة الأولى أن يكون لديها ملاعب مجهزه بالمقاعد نتيجة لتقرير تايلورالذي كان استجابة لكارثة هيلزبرة عام 1989.
كان الحضور القياسي للملعب 51,455 متفرجاً عندما لعب كوفنتري سيتي مع منافسه في وست ميدلاندز وولفرهامبتون واندرز في دوري الدرجة الثانية لكرة القدم في عام 1967. بعد أن تم تحويله أيضاً إلى ملعب مجهز كامل بالمقاعد للمرة الثانية في منتصف التسعينيات، كانت سعته كحد أقصى 23,489 في وقت إغلاقه. في عام 1995 تم استبدال جميع مقاعد ما قبل 1990. كان الملعب قد تم تطويره جيدًا في ذلك الوقت مع توفير ركن واحد بمظهر وإحساس أكثر حداثة.
ومع ذلك، فقد افتقرت إمكانيات الملعب بمقارنة بالملاعب الجديدة للأندية ذات الحجم المماثل، والتي كانت أحد الأسباب الرئيسية للانتقال إلى ملعب ريكو أرينا. السبب الآخر لإعادة توطين النادي هو أن أماكن وقوف السيارات في المنطقة المحلية كانت غير كافية. حصل الملعب على الضوء الأخضر لأول مرة في عام 1999، و كان مخطط بناء الملعب يتسع لـ45 ألف مقعد كجزء من محاولة إنجلترا لاستضافة كأس العالم 2006. أدى فشل إنجلترا في الفوز باستضافة البطولة - إلى جانب هبوط مستوى لعب نادي كوفنتري في عام 2001 - إلى تقليص سعة الملعب.
بدأت أعمال الهدم في فبراير2006 واكتملت في نهاية الشهرالذي يليه.

## تطوير الإسكان بعد الاستاد
تم تجديد موقع الاستاد من قبل شركة جورج ويمبي بي إل سي لتوفيرمساكن في المناطق التي كانت في الأصل مواقف للسيارات والمدرجات. تم إعادة ملء المنطقة التي كانت سطح اللعب بالعشب حتى يتمكن الأطفال المحليون من مواصلة تقليد لعب كرة القدم على تلك المساحة.

### إعادة التطوير

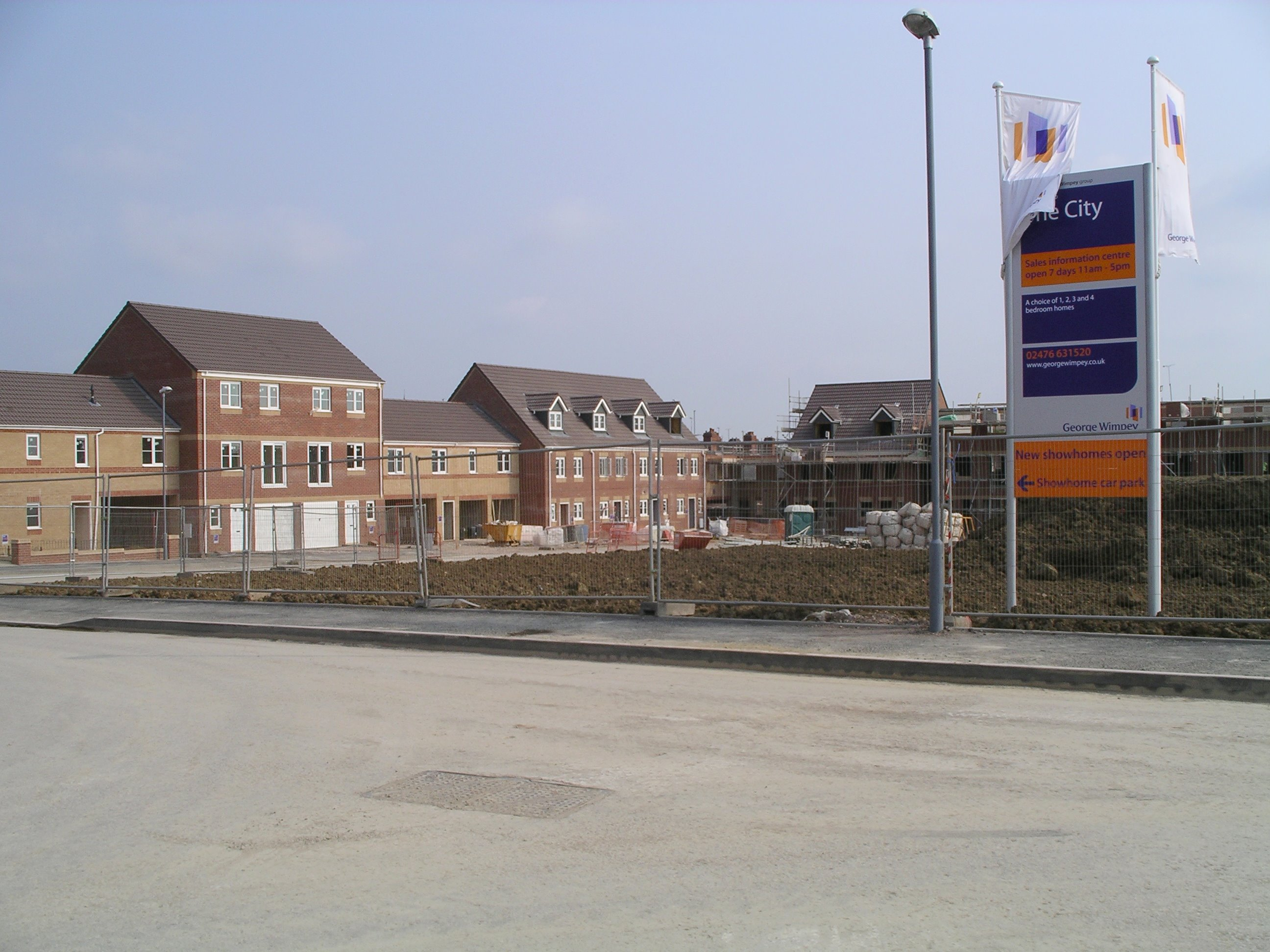
مباني جديدة حول موقع ملعب كرة القدم السابق.(الصورة في أبريل / نيسان 2007)
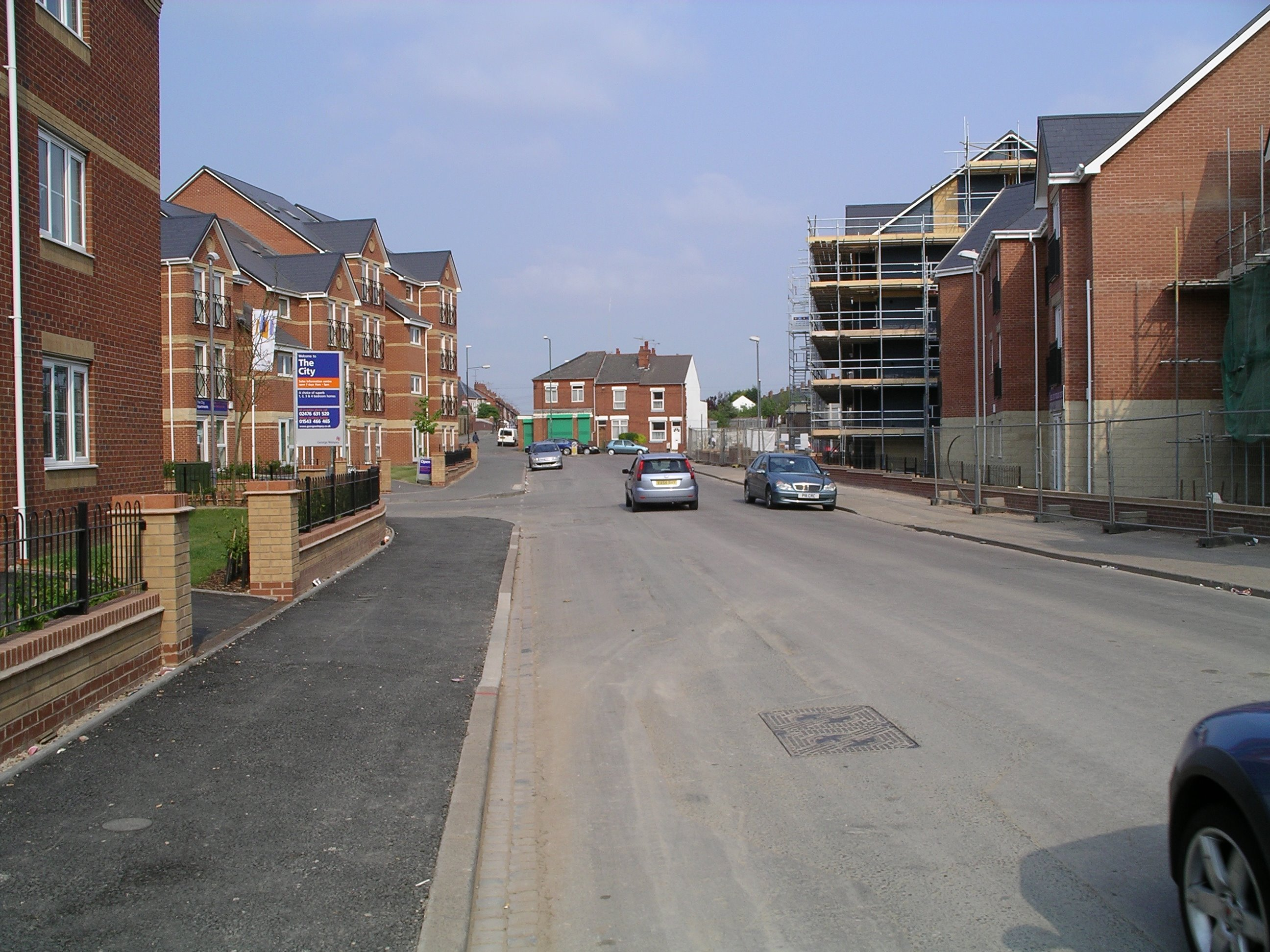
المنظر شرقاً بمحاذاة شارع ثاكهول في أبريل 2007؛ كان الملعب على اليمين وكان موقف السيارات على اليسار.

## الروابط الخارجية
- مقال دليل الاستاد
- "هدم معرض صور هايفيلد رود". بي بي سي.
- "جولة افتراضية في هايفيلد رود". بي بي سي.